# Отец Стю
«Отец Стю» (англ. Father Stu) — американский биографический драматический фильм 2022 года режиссёра и сценариста Розалинд Росс, основанный на истории священника  Стюарта Лонга. Главную роль в нём сыграл Марк Уолберг (одновременно продюсер). Фильм получил неоднозначные оценки критиков.

## Сюжет
Главный герой фильма — бывший боксёр и байкер Стюарт Лонг, который становится священником. Он проходит путь саморазрушения, чтобы найти себя.

## В ролях
- Марк Уолберг[2] — отец Стюарт Лонг
- Джеки Уивер — Кэтлин Лонг
- Мел Гибсон[3] — Билл Лонг
- Тереса Руис[4] — Кармен
- Коди Ферн — Джейкоб
- Нико Никотера — Барфли
- Карло Лил — испанский священник

## Создание и оценки
В 2016 году Марк Уолберг объявил о работе над байопиком о Стюарте Лонге, сценарий для которого должен был написать Дэвид О. Расселл. Уолберг, по его словам, впервые услышал историю Лонга во время ужина с двумя священниками. В итоге режиссёром и сценаристом стала Розалинд Росс. Съёмки проходили в мае 2021 года в Лос-Анджелесе и заняли 30 дней. Для роли Лонга Уолберг набрал 30 фунтов за шесть недель, употребляя до 7,000 калорий в день.
Премьера «Отца Стю» состоялась 5 апреля 2022 года. 13 апреля фильм вышел в театральный прокат (изначально релиз был запланирован на 15 апреля). 31 мая начался цифровой релиз, 14 июня картина появилась на Blu-ray и DVD, 16 сентября — на Netflix.
На сайте-агрегаторе отзывов Rotten Tomatoes «Отец Стю» получил рейтинг 42 % при средней оценке 5,2 из 10, на сайте Metacritic — 40 баллов из 100. Ричард Ропер из Chicago Sun-Times оценил его на три звезды из четырёх, написав, что фильм «не открывает ничего нового в жанре байопика, но это солидная и достойная дань уважения реальному отцу Стю». Оуэн Глейберман из Variety охарактеризовал «Отца Стю» как «удивительно искренний фильм о религиозных чувствах», который ближе к «Дневнику сельского священника» Робера Брессона, чем к современному Голливуду.